# Videosignal
Videosignal är en elektrisk signal som innehåller information om luminans (ljusstyrka) och krominans (färgton och färgmättnad) för varje bildpunkt på en bildskärm. En bildpunkts färgsignal skapas ur de tre primärfärgerna rött, grönt och blått (R, G, B). Dessutom ingår synkroniseringpulser som styr så att bilden återges stabilt.

## Distribution
Videosignaler transporteras genom kablar eller radiovågor. De mest förekommande system som handskas med videosignaler är:
- högfrekventa signaler som i exempelvis antenn,
- komposit- eller sammansatt video (CVBS) som i exempelvis Cinchkontakter (RCA-kontakter),
- luminans/krominans (Y/C) som i exempelvis S-video,
- komponentvideo (Y, R-Y, B-Y) och
- röd-, grön- och blåsignaler (RGB) som i exempelvis datorskärmar.

Ju mer signalen förändras från sin ursprungliga form (R, G, B) desto större blir distorsionen, det vill säga när man lägger ihop ljus och färg förloras information av ursprungssignalen.